# Jóhanna Sigurðardóttir
Jóhanna Sigurðardóttir, (Reykjavik, 4 oktober 1942) is een IJslandse politica van de sociaaldemocratische Alliantie. Tussen 1 februari 2009 en 23 mei 2013 was zij minister-president van IJsland.

## Loopbaan
Jóhanna Sigurðardóttir was aanvankelijk stewardess. Als achttienjarige trad ze als zodanig in dienst bij Loftleiðir, een van de twee voorlopers van de latere IJslandse luchtvaartmaatschappij Icelandair. Ze werd lid van de vakbond voor cabinepersoneel en was begin twintig toen ze in het bestuur terechtkwam. Haar vakbondsactiviteiten brachten haar in contact met de Alliantie. In 1978 nam ze voor deze sociaaldemocratische partij zitting in het Alding, het IJslandse parlement, waarin ze tot op heden onafgebroken vertegenwoordigd is. Daarnaast was zij ook tweemaal minister van Sociale Zaken, de eerste keer van 1987 tot 1994 en de tweede keer van 2007 tot aan haar benoeming als interim-premier begin 2009.
Jóhanna Sigurðardóttir heeft haar bijnaam 'Heilige Jóhanna' te danken aan haar sociale bevlogenheid. Ze staat positief tegenover een ruim aangeklede verzorgingsstaat maar terughoudend tegenover een vergaande vrije markt.
Vanaf oktober 2008 verkeerde IJsland in een financiële crisis, spoedig gevolgd door een economische en een politieke crisis. Toen de nationalistische regering door demonstraties van boze burgers enkele maanden voor de verkiezingen moest aftreden, schoof de sociaaldemocratische partij haar naar voren voor de vorming van een minderheidskabinet bestaande uit de Alliantie en de linkse milieupartij Links-Groen. Voor gedoogsteun was deze interim-regering aangewezen op de centralistische Progressieve Partij. Dit kabinet behartigde de lopende zaken tot aan de vervroegde verkiezingen op 25 april 2009, waarbij vooral de deplorabele toestand van de economie op de schop moest worden genomen.
De partijen van het overgangskabinet behaalden bij de parlementsverkiezingen een meerderheid. Jóhanna Sigurdardottir was inmiddels zo populair dat zij opnieuw de formatieopdracht kreeg. Haar partijleider Ingibjörg Sólrún Gísladóttir kreeg buitenlandse zaken en de leider van de Groene coalitiepartner, Steingrimur Sigfusson is minister van Financiën. In juli kreeg de regering toestemming van het parlement om met de Europese Unie over een toetreding van IJsland te gaan onderhandelen. Een overeenkomst met het Verenigd Koninkrijk en Nederland over een schadeloosstelling van gedupeerde spaarders werd na een paar maanden goedgekeurd met een aantal beperkingen. Deze werden door de Britse en Nederlandse regering verworpen, waarna de premier opnieuw met haar parlement moest gaan onderhandelen. Eind december 2009 kreeg ze het verdrag door het parlement, waarna echter de president van IJsland zijn veto uitsprak. Jóhanna Sigurdardóttir weigerde de wet in te trekken zodat krachtens de grondwet een referendum werd uitgeschreven.

## Privéleven
Opmerkelijk aan Jóhanna Sigurðardóttir is dat zij niet alleen de eerste vrouwelijke minister-president van IJsland is, maar ook de eerste openlijk homoseksuele regeringsleider ter wereld. 
Jóhanna Sigurðardóttirs partner is de schrijfster Jónína Leósdóttir, met wie ze in 2002 een geregistreerd partnerschap aanging. Daarvoor was ze getrouwd met een man van wie ze scheidde. Ze heeft twee zonen en één stiefzoon. Op 27 juni 2010, de eerste dag dat het homohuwelijk in IJsland mogelijk werd, trad ze met haar partner in het huwelijk.